# 영웅 도시 (우크라이나)
우크라이나의 영웅 도시(우크라이나어: Місто-герой України)는 2022년 러시아의 우크라이나 침공 당시 크게 저항했던 도시에 주어진 우크라이나의 명예 칭호이다. 소련에서 수여했던 영웅 도시와는 별개로 2022년 3월에 10개 도시에 수여되었다. 개인에게 주어지는 우크라이나의 영웅 칭호와 동격이다.

## 역사

### 소련
소련 시기 도시 12곳이 영웅 도시로 지정되었다. 이들 도시는 제2차 세계 대전 당시 큰 성과를 거두었고 개인에게 주어졌던 소비에트 연방영웅과 동격의 칭호였다. 제2차 세계 대전 종전 20주년을 기념하여 1965년 5월 8일 소련 최고 소비에트에서 결의하였다. 영웅 도시 중 오데사, 세바스토폴, 키이우, 케르치는 소련 붕괴 시점에서 우크라이나 소비에트 사회주의 공화국에 속해 있었고, 독립 이후 우크라이나는 소련에 의해서 주어진 영웅 도시 칭호를 인정했다. 2014년 러시아의 크림반도 합병 이후 세바스토폴과 케르치는 러시아의 통제 하에 들어갔다.
영웅 도시라는 단어는 1942년에도 프라우다에서 언급되었다. 공식적인 사용은 1945년 5월 1일 이오시프 스탈린이 최고사령관령 제20호로 영웅 도시 레닌그라드, 스탈린그라드, 세바스토폴, 오데사를 지정하면서 예포를 발사할 것을 명령하면서였다. 1961년 6월 22일 동부 전선 개전 20주년을 기념하여 키이우가 영웅 도시로 지정되었고, 레닌 훈장을 수여받았고, 키예프 방어전 포장이 수여되기 시작했다.
소련에 의한 영웅 도시 지정은 1988년에 공식적으로 중단되었다.

### 우크라이나
현대 우크라이나의 영웅 도시 칭호는 러시아의 우크라이나 침공이 시작된 이후인 2022년 3월 6일 볼로디미르 젤렌스키에 의해 우크라이나 대통령령 2022년 제111호에 따라서 수여되었다. 소련에서 수여했던 영웅 도시인 키이우, 오데사, 세바스토폴, 케르치 외에도 체르니히우, 호스토멜, 하르키우, 헤르손, 마리우폴, 볼노바하가 추가로 지정되었다.
2022년 3월 25일 젤렌스키 대통령은 대통령령 제164호에서 부차, 이르핀, 오흐티르카, 미콜라이우 4개의 도시를 영웅 도시로 지정했다.

## 목록

### 체르니히우
2022년 2월 24일 러시아군에 의한 체르니히우 포위가 시작되었다. 영국 국방부에 의하면 러시아군은 도시를 장악하는 데 실패했고 도시를 우회하는 다른 경로로 키이우로 진군하기로 결정했다. 우크라이나 측에서는 러시아군이 체르니히우 근처의 다른 마을로 진군하고 있다고 보도했다. 우크라이나군은 러시아군의 장비와 문서를 노획했다. 체르니히우 포위는 3월 31일에 해제되었다.

### 호스토멜
2022년 2월 24일 안토노프 공항 전투가 시작되었다. 우크라이나군은 러시아 공수군의 초기 공세를 방어했으나, 2차 공세가 시작된 2월 25일에 공항의 통제권을 잃었다. 러시아가 공항을 장악했음에도 불구하고 우크라이나군은 전투를 계속 진행했다.
세계 최대의 항공기인 안토노프 An-225가 개전 당시 공항에 주기되어 있었다. 개전 당시에는 안토노프 측에서 전투에도 불구하고 기체가 무사하다고 발표했다. 그러나 2월 27일에 우크라이나 정부에서는 러시아의 공습으로 므리야가 파괴되었다고 발표했다. 3월 4일 러시아 국영 방송 페르비 카날에서는 파괴된 An-225의 잔해를 방송했다. 우크라이나군은 러시아군을 몰아내고 4월 2일 호스토멜을 다시 탈환했다.

### 하르키우
하르키우 전투는 러시아의 동우크라이나 공세의 일부로 진행되고 있다. 하르키우는 우크라이나 제2의 도시이자 러시아 국경에 인접해 있고 러시아어 화자 비율이 높았기 때문에 러시아 공세의 주요 대상으로 언급되었다. 우크라이나 대통령 비서관은 하르키우 전투를 21세기의 스탈린그라드 전투라고 설명했다.

### 헤르손
2022년 2월 24일 러시아 육군과 러시아 공수군이 크림반도 방면에서 드니프로강을 건너면서 헤르손 전투가 시작되었다. 헤르손은 3월 2일에 함락되었고, 러시아군에 의해서 최초로 함락된 우크라이나의 주요 도시이다.

### 마리우폴
마리우폴 포위전은 동우크라이나 공세의 일부인 러시아와 도네츠크 인민 공화국과 우크라이나간의 전투이다. 포위 중인 도시의 상황은 제2차 세계 대전 당시의 레닌그라드 포위전과 비교되고 있다.

### 볼노바하
볼노바하 전투는 동우크라이나 공세의 일부로 러시아군과 도네츠크 인민 공화국군이 2월 25일에 개전했다. 볼노바하는 도네츠크 인민 공화국에 의해서 3월 12일에 함락되었다. 도네츠크주 주지사 파울로 키릴렌코(Павло Олександрович Кириленко)는 도시 대부분이 파괴되었다고 밝혔다. AP 측에서는 친러시아 분리주의자들이 도시를 장악했고 전투 과정에서 도시가 파괴되었음을 별도로 확인했다.

### 이르핀
2022년 2월 27일 러시아 육군이 이르핀에 진입하면서 이르핀 전투가 시작되었다. 3월 14일까지 도시의 절반을 차지했고, 3월 28일에 우크라이나 육군이 도시를 다시 탈환했다.

### 부차
2022년 2월 27일 러시아 육군이 부차에 진입하면서 부차 전투가 시작되었다. 3월 31일에 우크라이나 육군이 도시를 다시 탈환했다.

### 오흐티르카
2022년 2월 24일 러시아 육군이 오흐티르카에 진입을 시도하면서 오흐티르카 전투가 시작되었다. 그 이후 도시는 포위되었고 여러 번 폭격을 당했다.

### 미콜라이우
2022년 2월 26일 러시아 육군이 미콜라이우에 진입을 시도하면서 미콜라이우 전투가 시작되었다. 그 이후 러시아의 폭격이 계속되고 있다.

## 같이 보기
- 영웅 도시(소련 시기)